# کوکودا
کوکودا یکی از شهرهای استان شمالی، واقع در کشور پاپوآ گینه نو است.